# Lacalma
Lacalma é um gênero de mariposa pertencente à família Crambidae.